# NGC 6271
NGC 6271 é uma galáxia espiral (S0?) localizada na direcção da constelação de Hercules. Possui uma declinação de +27° 57' 53" e uma ascensão recta de 16 horas, 58 minutos e 50,7 segundos.
A galáxia NGC 6271 foi descoberta em 28 de Junho de 1864 por Albert Marth.